# Fußball-Weltmeisterschaft der Frauen 2011/Gruppe C
| Pl. | Land      | Sp. | S | U | N | Tore    | Diff. | Punkte |
| --- | --------- | --- | - | - | - | ------- | ----- | ------ |
| 1.  | Schweden  | 3   | 3 | 0 | 0 | 004:100 | +3    | 09     |
| 2.  | USA       | 3   | 2 | 0 | 1 | 006:200 | +4    | 06     |
| 3.  | Nordkorea | 3   | 0 | 1 | 2 | 000:300 | −3    | 01     |
| 4.  | Kolumbien | 3   | 0 | 1 | 2 | 000:400 | −4    | 01     |

Gruppe C der Fußball-Weltmeisterschaft der Frauen 2011:

## Kolumbien – Schweden 0:1 (0:0)
| Kolumbien                                 | Kolumbien | Schweden | Schweden | Aufstellung                          |
| ----------------------------------------- | --- | --- | -------- | ------------------------------------ |
| Kolumbien                                 | \| 1. Spieltag \| \| 28. Juni 2011 in Leverkusen \| \| Zuschauer: 21.106 \| \| Schiedsrichterin: Carol Chenard ( Kanada) \| \| Spielbericht \| | \| 1. Spieltag \| \| 28. Juni 2011 in Leverkusen \| \| Zuschauer: 21.106 \| \| Schiedsrichterin: Carol Chenard ( Kanada) \| \| Spielbericht \| | Schweden | Aufstellung Kolumbien gegen Schweden |
| Kolumbien                                 | Sandra Sepúlveda – Natalia Gaitán , Nataly Arias, Andrea Peralta (79. Ingrid Vidal), Kelis Peduzine – Diana Ospina, Daniela Montoya (66. Yulieth Domínguez), Carmen Rodallega, Yoreli Rincón – Catalina Usme (59. Katerin Castro), Lady Andrade Cheftrainer: Ricardo Rozo | Hedvig Lindahl – Charlotte Rohlin, Annica Svensson, Sara Thunebro, Sara Larsson – Caroline Seger (69. Nilla Fischer), Therese Sjögran, Lisa Dahlkvist – Lotta Schelin, Jessica Landström (81. Madelaine Edlund), Linda Forsberg (57. Sofia Jakobsson) Cheftrainer: Thomas Dennerby | Schweden | Aufstellung Kolumbien gegen Schweden |
| Kolumbien                                 | 0:1 Landström (57.) | | Schweden | Aufstellung Kolumbien gegen Schweden |
| Kolumbien                                 | Seger (29.) | | Schweden | Aufstellung Kolumbien gegen Schweden |
| Kolumbien                                 | Spieler des Spiels: Landström (Schweden) | | Schweden | Aufstellung Kolumbien gegen Schweden |
| 1. Spieltag                               | | |          |                                      |
| 28. Juni 2011 in Leverkusen               | | |          |                                      |
| Zuschauer: 21.106                         | | |          |                                      |
| Schiedsrichterin: Carol Chenard ( Kanada) | | |          |                                      |
| Spielbericht                              | | |          |                                      |

## Vereinigte Staaten – Nordkorea 2:0 (0:0)
| Vereinigte Staaten                                 | Vereinigte Staaten | Nordkorea | Nordkorea | Aufstellung                                    |
| -------------------------------------------------- | --- | --- | --------- | ---------------------------------------------- |
| Vereinigte Staaten                                 | \| 1. Spieltag \| \| 28. Juni 2011 in Dresden \| \| Zuschauer: 21.859 \| \| Schiedsrichterin: Bibiana Steinhaus ( Deutschland) \| \| Spielbericht \| | \| 1. Spieltag \| \| 28. Juni 2011 in Dresden \| \| Zuschauer: 21.859 \| \| Schiedsrichterin: Bibiana Steinhaus ( Deutschland) \| \| Spielbericht \|                                                                                    | Nordkorea | Aufstellung Vereinigte Staaten gegen Nordkorea |
| Vereinigte Staaten                                 | Hope Solo – Christie Rampone , Amy LePeilbet, Alexandra Krieger, Rachel Buehler – Shannon Boxx, Heather O’Reilly (79. Megan Rapinoe), Carli Lloyd – Amy Rodriguez (75. Alex Morgan), Lauren Cheney, Abby Wambach Cheftrainerin: Pia Sundhage ( Schweden) | Hong Myong-hui – Ho Un-byol (81. Kwon Song-hwa), Song Jong-sun, Yun Hyon-hi (48. Paek Sol-hui), Jong Pok-sim, Ri Un-hyang – Kim Su-gyong, Jo Yun-mi , Ri Ye-gyong, Jon Myong-hwa (68. Kim Un-ju) – Ra Un-sim Cheftrainer: Kim Kwang-min | Nordkorea | Aufstellung Vereinigte Staaten gegen Nordkorea |
| Vereinigte Staaten                                 | 1:0 Cheney (54.) 2:0 Buehler (76.) | | Nordkorea | Aufstellung Vereinigte Staaten gegen Nordkorea |
| Vereinigte Staaten                                 | Spieler des Spiels: Wambach (USA) | | Nordkorea | Aufstellung Vereinigte Staaten gegen Nordkorea |
| 1. Spieltag                                        | | |           |                                                |
| 28. Juni 2011 in Dresden                           | | |           |                                                |
| Zuschauer: 21.859                                  | | |           |                                                |
| Schiedsrichterin: Bibiana Steinhaus ( Deutschland) | | |           |                                                |
| Spielbericht                                       | | |           |                                                |

## Nordkorea – Schweden 0:1 (0:0)
| Nordkorea                                                  | Nordkorea | Schweden | Schweden | Aufstellung                          |
| ---------------------------------------------------------- | --- | --- | -------- | ------------------------------------ |
| Nordkorea                                                  | \| 2. Spieltag \| \| 2. Juli 2011 in Augsburg \| \| Zuschauer: 23.768 \| \| Schiedsrichterin: Estela Álvarez de Olivera ( Argentinien) \| \| Spielbericht \|                                                                             | \| 2. Spieltag \| \| 2. Juli 2011 in Augsburg \| \| Zuschauer: 23.768 \| \| Schiedsrichterin: Estela Álvarez de Olivera ( Argentinien) \| \| Spielbericht \|                                                                                                 | Schweden | Aufstellung Nordkorea gegen Schweden |
| Nordkorea                                                  | Hong Myong-hui – Ho Un-byol, Song Jong-sun, Yun Hyon-hi (79. Choe Mi-gyong), Jong Pok-sim, Ri Un-hyang – Kim Su-gyong (67. Kim Un-ju), Jo Yun-mi , Ri Ye-gyong (82. Kim Chung-sim), Jon Myong-hwa – Ra Un-sim Cheftrainer: Kim Kwang-min | Hedvig Lindahl – Charlotte Rohlin, Annica Svensson, Sara Thunebro, Sara Larsson – Caroline Seger , Therese Sjögran (86. Nilla Fischer), Lisa Dahlkvist – Lotta Schelin, Jessica Landström (76. Josefine Öqvist), Linda Forsberg Cheftrainer: Thomas Dennerby | Schweden | Aufstellung Nordkorea gegen Schweden |
| Nordkorea                                                  | 0:1 Dahlkvist (64.) | | Schweden | Aufstellung Nordkorea gegen Schweden |
| Nordkorea                                                  | Seger (60.) | | Schweden | Aufstellung Nordkorea gegen Schweden |
| Nordkorea                                                  | Spieler des Spiels: Seger (Schweden) | | Schweden | Aufstellung Nordkorea gegen Schweden |
| 2. Spieltag                                                | | |          |                                      |
| 2. Juli 2011 in Augsburg                                   | | |          |                                      |
| Zuschauer: 23.768                                          | | |          |                                      |
| Schiedsrichterin: Estela Álvarez de Olivera ( Argentinien) | | |          |                                      |
| Spielbericht                                               | | |          |                                      |

## Vereinigte Staaten – Kolumbien 3:0 (1:0)
| Vereinigte Staaten                             | Vereinigte Staaten | Kolumbien | Kolumbien | Aufstellung                                    |
| ---------------------------------------------- | --- | --- | --------- | ---------------------------------------------- |
| Vereinigte Staaten                             | \| 2. Spieltag \| \| 2. Juli 2011 in Sinsheim \| \| Zuschauer: 25.475 (ausverkauft) \| \| Schiedsrichterin: Dagmar Damková ( Tschechien) \| \| Spielbericht \| | \| 2. Spieltag \| \| 2. Juli 2011 in Sinsheim \| \| Zuschauer: 25.475 (ausverkauft) \| \| Schiedsrichterin: Dagmar Damková ( Tschechien) \| \| Spielbericht \|                                                                                                   | Kolumbien | Aufstellung Vereinigte Staaten gegen Kolumbien |
| Vereinigte Staaten                             | Hope Solo – Alexandra Krieger, Christie Rampone , Rachel Buehler, Amy LePeilbet (56. Stephanie Cox) – Heather O’Reilly (62. Tobin Heath), Lori Lindsey, Carli Lloyd – Lauren Cheney, Amy Rodriguez (46. Megan Rapinoe), Abby Wambach Cheftrainerin: Pia Sundhage ( Schweden) | Sandra Sepúlveda – Natalia Gaitán – Diana Ospina – Nataly Arias – Catalina Usme (53. Orianica Velásquez) – Carmen Rodallega – Liana Salazar (55. Yoreli Rincón) – Yulieth Domínguez – Kelis Peduzine – Katerin Castro – Fátima Montaño Cheftrainer: Ricardo Rozo | Kolumbien | Aufstellung Vereinigte Staaten gegen Kolumbien |
| Vereinigte Staaten                             | 1:0 O’Reilly (12.) 2:0 Rapinoe (50.) 3:0 Lloyd (57.) | | Kolumbien | Aufstellung Vereinigte Staaten gegen Kolumbien |
| Vereinigte Staaten                             | Wambach (84.) | | Kolumbien | Aufstellung Vereinigte Staaten gegen Kolumbien |
| Vereinigte Staaten                             | Spieler des Spiels: Lloyd (USA) | | Kolumbien | Aufstellung Vereinigte Staaten gegen Kolumbien |
| 2. Spieltag                                    | | |           |                                                |
| 2. Juli 2011 in Sinsheim                       | | |           |                                                |
| Zuschauer: 25.475 (ausverkauft)                | | |           |                                                |
| Schiedsrichterin: Dagmar Damková ( Tschechien) | | |           |                                                |
| Spielbericht                                   | | |           |                                                |

## Schweden – Vereinigte Staaten 2:1 (2:0)
| Schweden                                 | Schweden | Vereinigte Staaten | Vereinigte Staaten | Aufstellung                                   |
| ---------------------------------------- | --- | --- | ------------------ | --------------------------------------------- |
| Schweden                                 | \| 3. Spieltag \| \| 6. Juli 2011 in Wolfsburg \| \| Zuschauer: 23.468 \| \| Schiedsrichterin: Etsuko Fukano ( Japan) \| \| Spielbericht \| | \| 3. Spieltag \| \| 6. Juli 2011 in Wolfsburg \| \| Zuschauer: 23.468 \| \| Schiedsrichterin: Etsuko Fukano ( Japan) \| \| Spielbericht \| | Vereinigte Staaten | Aufstellung Schweden gegen Vereinigte Staaten |
| Schweden                                 | Hedvig Lindahl – Charlotte Rohlin, Annica Svensson, Sara Thunebro, Sara Larsson – Nilla Fischer (88. Linda Sembrant), Therese Sjögran (65. Antonia Göransson), Lisa Dahlkvist (77. Marie Hammarström) – Lotta Schelin, Josefine Öqvist, Linda Forsberg Cheftrainer: Thomas Dennerby | Hope Solo – Christie Rampone , Amy LePeilbet (59. Stephanie Cox), Alexandra Krieger, Rachel Buehler – Carli Lloyd, Shannon Boxx, Megan Rapinoe (73. Kelley O’Hara) – Lauren Cheney, Abby Wambach, Amy Rodriguez (46. Alex Morgan) Cheftrainerin: Pia Sundhage ( Schweden) | Vereinigte Staaten | Aufstellung Schweden gegen Vereinigte Staaten |
| Schweden                                 | 1:0 Dahlkvist (16., FE) 2:0 Fischer (35.) | 2:1 Wambach (67.) | Vereinigte Staaten | Aufstellung Schweden gegen Vereinigte Staaten |
| Schweden                                 | Fischer (60.) | Le Peilbet (14.) | Vereinigte Staaten | Aufstellung Schweden gegen Vereinigte Staaten |
| Schweden                                 | Spieler des Spiels: Schelin (Schweden) | | Vereinigte Staaten | Aufstellung Schweden gegen Vereinigte Staaten |
| 3. Spieltag                              | | |                    |                                               |
| 6. Juli 2011 in Wolfsburg                | | |                    |                                               |
| Zuschauer: 23.468                        | | |                    |                                               |
| Schiedsrichterin: Etsuko Fukano ( Japan) | | |                    |                                               |
| Spielbericht                             | | |                    |                                               |

## Nordkorea – Kolumbien 0:0
| Nordkorea                                        | Nordkorea | Kolumbien | Kolumbien | Aufstellung                           |
| ------------------------------------------------ | --- | --- | --------- | ------------------------------------- |
| Nordkorea                                        | \| 3. Spieltag \| \| 6. Juli 2011 in Bochum \| \| Zuschauer: 7.805 \| \| Schiedsrichterin: Christina Pedersen ( Norwegen) \| \| Spielbericht \|                                                                                       | \| 3. Spieltag \| \| 6. Juli 2011 in Bochum \| \| Zuschauer: 7.805 \| \| Schiedsrichterin: Christina Pedersen ( Norwegen) \| \| Spielbericht \| | Kolumbien | Aufstellung Nordkorea gegen Kolumbien |
| Nordkorea                                        | Hong Myong-hui – Ho Un-byol, Paek Sol-hui, Kim Un-ju, Yu Jong-hui, Ri Un-hyang – Kim Su-gyong (48. Kim Chung-sim), Jo Yun-mi , Ri Ye-gyong, Jon Myong-hwa – Ra Un-sim (56. Yun Hyon-hi, 76. Choe Mi-gyong) Cheftrainer: Kim Kwang-min | Sandra Sepúlveda – Natalia Gaitán , Kelis Peduzine, Nataly Arias, Fátima Montaño – Carmen Rodallega, Yulieth Domínguez, Diana Ospina, Daniela Montoya (89. Liana Salazar) – Catalina Usme, Orianica Velásquez, Katerin Castro (88. Ingrid Vidal) Cheftrainer: Ricardo Rozo | Kolumbien | Aufstellung Nordkorea gegen Kolumbien |
| Nordkorea                                        | Spieler des Spiels: Velásquez (Kolumbien) | | Kolumbien | Aufstellung Nordkorea gegen Kolumbien |
| 3. Spieltag                                      | | |           |                                       |
| 6. Juli 2011 in Bochum                           | | |           |                                       |
| Zuschauer: 7.805                                 | | |           |                                       |
| Schiedsrichterin: Christina Pedersen ( Norwegen) | | |           |                                       |
| Spielbericht                                     | | |           |                                       |